# 尖額牛
尖額牛（學名Bos acutifrons）是最古老的牛。牠們一直在印度生存至更新世中期。一般均認為所有牛都是源自於牠們，而原牛可能是於150-200萬年前由牠們演化而來。